# Tryphon communis
Tryphon communis är en stekelart som beskrevs av Cresson 1868. Tryphon communis ingår i släktet Tryphon och familjen brokparasitsteklar. Inga underarter finns listade i Catalogue of Life.